# 劉奕
劉奕（1557年—1593年），字元承，號太宇，湖廣黃州府麻城縣人，民籍，明朝政治人物。

## 生平
萬曆七年（1579年）己卯科湖廣鄉試第四名，萬曆十一年（1583年）癸未科會試第六十七名，登三甲第一百三十三名進士。兵部觀政，丁憂，十四年授户部主事，十六年考试四川，十八年升员外郎，二十年升郎中，本年升杭州知府，二十一年养病卒。

## 家族
曾祖劉啟本，曾任義官；祖父劉行，曾任驛丞  贈文林郎知縣；父劉子弼，曾任知州。母徐氏（封孺人）。具庆下。